# Tenxơ Einstein
Trong hình học vi phân, Einstein tensor hay ten-xơ Einstein (được đặt theo tên nhà khoa học Albert Einstein, còn được gọi là ma trận nghịch đảo Ricci tensor) được sử dụng để thể hiện độ cong của một Đa tạp Pseudo-Riemannian. Trong thuyết tương đối, nó xảy ra ở các phương trình trường Einstein cho lực hấp dẫn mô tả không-thời gian cong một cách phù hợp với năng lượng và bảo toàn momen.

## Định nghĩa
Einstein tensor {\displaystyle } là một tensor thứ 2 định nghĩa cả giả-đa tạp Riemannian. Trong chỉ mục không có chỉ số, nó được định nghĩa là:
{\displaystyle \mathbf {G} =\mathbf {R} -{\frac {1}{2}}\mathbf {g} R,}
với {\displaystyle } là Ricci tensor, {\displaystyle } là metric tensor và {\displaystyle } là Độ cong vô hướng. Trong dạng thành phần, phương trình trước đây là:
{\displaystyle G_{\mu \nu }=R_{\mu \nu }-{1 \over 2}g_{\mu \nu }R.}
Einstein tension là đối xứng:
{\displaystyle G_{\mu \nu }=G_{\nu \mu }}
và, giống như các Tenxơ ứng suất–năng lượng, Không phân biệt:
{\displaystyle \nabla _{\mu }G^{\mu \nu }=0\,.}

## Hình thức rõ ràng
Ricci tensor chỉ phụ thuộc vào metric tensor, vì vậy Einstein tensor có thể được xác định trực tiếp chỉ với metric tensor. Tuy nhiên, biểu hiện này là phức tạp và hiếm khi trích dẫn trong sách giáo khoa. Sự phức tạp của biểu hiện này có thể được sử dụng công thức cho Ricci tensor trong điều kiện của Christoffel:
{\displaystyle {\begin{aligned}G_{\alpha \beta }&=R_{\alpha \beta }-{\frac {1}{2}}g_{\alpha \beta }R\\&=R_{\alpha \beta }-{\frac {1}{2}}g_{\alpha \beta }g^{\gamma \zeta }R_{\gamma \zeta }\\&=(\delta _{\alpha }^{\gamma }\delta _{\beta }^{\zeta }-{\frac {1}{2}}g_{\alpha \beta }g^{\gamma \zeta })R_{\gamma \zeta }\\&=(\delta _{\alpha }^{\gamma }\delta _{\beta }^{\zeta }-{\frac {1}{2}}g_{\alpha \beta }g^{\gamma \zeta })(\Gamma ^{\epsilon }{}_{\gamma \zeta ,\epsilon }-\Gamma ^{\epsilon }{}_{\gamma \epsilon ,\zeta }+\Gamma ^{\epsilon }{}_{\epsilon \sigma }\Gamma ^{\sigma }{}_{\gamma \zeta }-\Gamma ^{\epsilon }{}_{\zeta \sigma }\Gamma ^{\sigma }{}_{\epsilon \gamma }),\end{aligned}}}
Với {\displaystyle } là Kronecker tensor, và ký hiệu Christoffel  {\displaystyle } được định nghĩa là:
{\displaystyle \Gamma ^{\alpha }{}_{\beta \gamma }={\frac {1}{2}}g^{\alpha \epsilon }(g_{\beta \epsilon ,\gamma }+g_{\gamma \epsilon ,\beta }-g_{\beta \gamma ,\epsilon }).}
Trước khi hủy bỏ, công thức này kết quả {\displaystyle } các điều khoản cá nhân. Hủy mang số này xuống một chút.
Trong những trường hợp đặc biệt của địa phương quán tính tham khảo khung gần một điểm, dẫn đầu tiên của số liệu căng cơ biến mất và những thành phần thức của Einstein căng cơ là đáng kể đơn giản:
{\displaystyle {\begin{aligned}G_{\alpha \beta }&=g^{\gamma \mu }{\bigl [}g_{\gamma [\beta ,\mu ]\alpha }+g_{\alpha [\mu ,\beta ]\gamma }-{\frac {1}{2}}g_{\alpha \beta }g^{\epsilon \sigma }(g_{\epsilon [\mu ,\sigma ]\gamma }+g_{\gamma [\sigma ,\mu ]\epsilon }){\bigr ]}\\&=g^{\gamma \mu }(\delta _{\alpha }^{\epsilon }\delta _{\beta }^{\sigma }-{\frac {1}{2}}g^{\epsilon \sigma }g_{\alpha \beta })(g_{\epsilon [\mu ,\sigma ]\gamma }+g_{\gamma [\sigma ,\mu ]\epsilon }),\end{aligned}}}
Trong đó các dấu ngoặc vuông thường biểu thị sự chống phân biệt đối với các chỉ số ngoặc, nghĩa là
{\displaystyle g_{\alpha [\beta ,\gamma ]\epsilon }\,={\frac {1}{2}}(g_{\alpha \beta ,\gamma \epsilon }-g_{\alpha \gamma ,\beta \epsilon }).}